# Altlandsberg

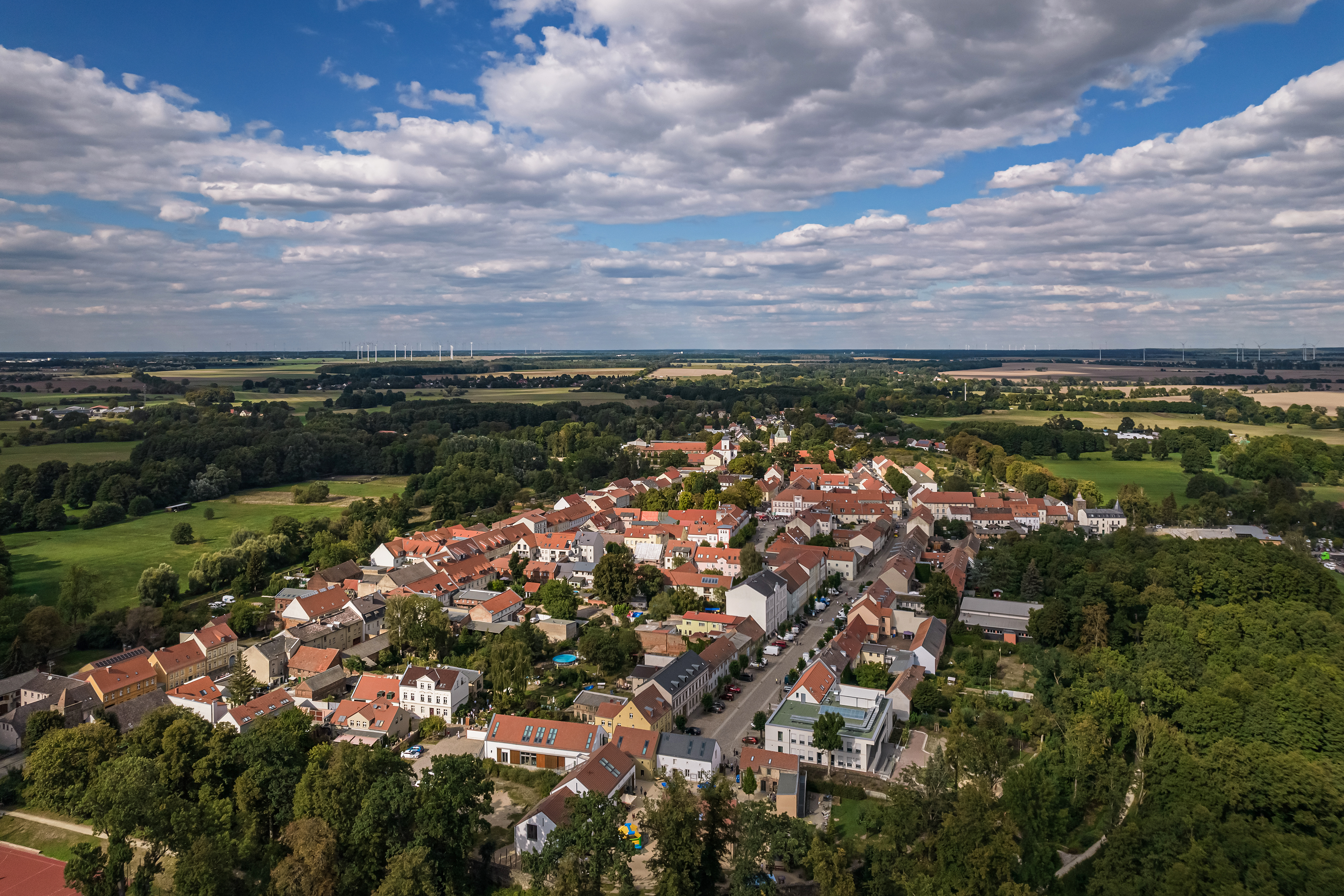
Luftaufnahme der Altstadt

Altlandsberg ist eine amtsfreie Stadt im Landkreis Märkisch-Oderland in Brandenburg.

## Geographie
Die Stadt liegt östlich von Berlin im „engeren Verflechtungsraum“ der Bundeshauptstadt im Zentrum der Barnim-Hochfläche. Durch Altlandsberg fließt das Neuenhagener Mühlenfließ. Im Süden liegt der Röthsee und im Osten reicht die Gemarkung bis zum Bötzsee. Auf dem Gemeindegebiet liegen die Naturschutzgebiete Langes Elsenfließ und Wegendorfer Mühlenfließ, Wiesengrund und Fredersdorfer Mühlenfließ, Langes Luch und Breites Luch.
Nachbargemeinden sind Werneuchen im Landkreis Barnim im Norden, Prötzel im Nordosten, Oberbarnim im Osten, Strausberg im Südosten, Petershagen/Eggersdorf, Fredersdorf-Vogelsdorf und Neuenhagen bei Berlin im Süden und Hoppegarten im Westen.

## Stadtgliederung
Die Stadt Altlandsberg gliedert sich in sechs Ortsteile mit jeweils eigenen Ortsbeiräten und Ortsvorstehern:
- Altlandsberg mit den Gemeindeteilen Neuhönow, Paulshof, Seeberg und Vorwerk
- Bruchmühle mit dem Gemeindeteil Radebrück
- Buchholz
- Gielsdorf mit den Gemeindeteilen Eichenbrandt und Wilkendorf
- Wegendorf
- Wesendahl

Hinzu kommen die Wohnplätze Altlandsberg-Nord, Altlandsberg-West, Amtsfreiheit, Chausseehaus, Forsthaus Radebrück, Friedrichslust, Johanneshof, Seeberg-Dorf, Seeberg-Siedlung, Spitzmühle, Steinau, Waldkante, Wesendahler Mühle und Wolfshagen.

## Geschichte

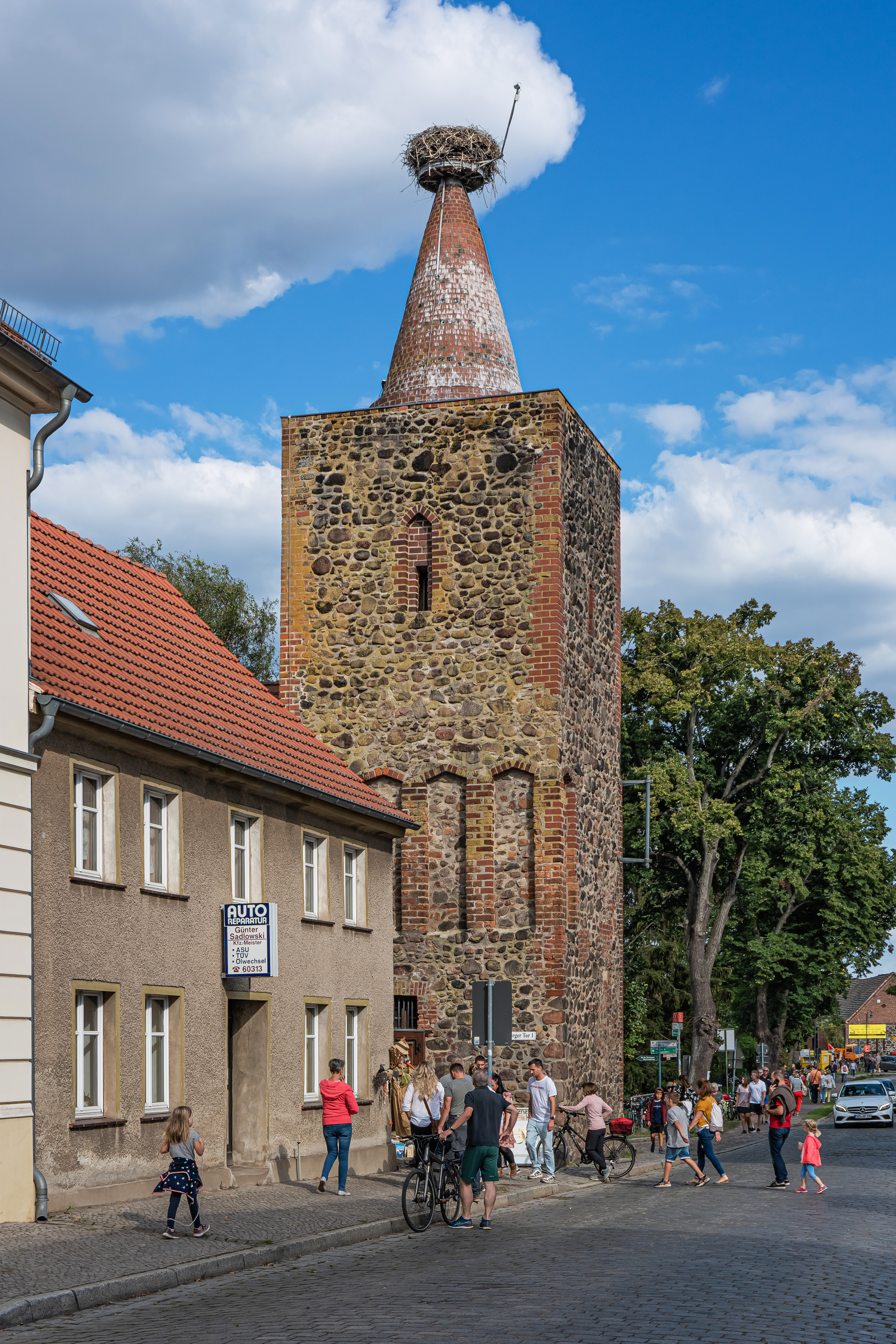
Strausberger Torturm

### Von den Ursprüngen bis zum Ende des 17. Jahrhunderts
Ursprung Altlandsbergs war ein erst slawischer, dann deutscher Burgflecken namens Jabel, der von Wasser und Sumpf umgeben und dadurch natürlich geschützt war. Er lag an einem Handelsweg von der Spree zur unteren Oder. Daran erinnern noch heute die „Jabelwiesen“ westlich des Altlandsberger Fließes. Altlandsberg wurde im Jahr 1300 mit dem Personennamen Johannes de Landesberg erstmals urkundlich erwähnt. Der Name der Stadt könnte vom wettinischen Landsberg bei Halle übertragen worden sein. Anfang des 13. Jahrhunderts entstand eine deutsche (vielleicht wettinische) Burg mit Suburbium um die heutige Stadtkirche. Sehr wahrscheinlich gehörte Altlandsberg zu der wettinischen Herrschaft, die der Markgraf von Meißen Heinrich der Erlauchte um Hönow im Zuge des deutschen Landesausbaus nach Osten gegen die Interessen der askanischen Markgrafen Brandenburgs aufbauen wollte. Im Teltow-Krieg zwischen 1239 und 1245 entschieden die gemeinsam regierenden Askanier Johann I. und Otto III. die Auseinandersetzungen für sich. Seit 1245 gehören der gesamte Barnim (wie auch der Teltow) und damit auch Altlandsberg dauerhaft zu der Mark Brandenburg beziehungsweise Brandenburg. Südlich der Burg errichteten die Askanier noch vor 1257 eine regelmäßige Stadtanlage. Im 14. Jahrhundert wurde die Stadtanlage mit einer Stadtmauer befestigt. 1335 stiftete der Wittelsbacher Markgraf Ludwig ein Kloster für den Bettelorden der Serviten, die einzige Klosterstiftung für diesen Orden in der Mark. Altlandsberg sank um 1400 zur Minderstadt herab. 1409 gelangte die Stadt in den Besitz der Ritter von Krummensee. 1421 gewährte Kurfürst Friedrich von Brandenburg den Bürgern das Recht, Jahrmärkte abhalten zu dürfen. Am 24. oder 25. April 1432 überfielen Hussiten die Stadt und brannten sie nieder. Vermutlich aus dieser Zeit stammt der nahezu 7500 Münzen umfassende Münzschatz von Altlandsberg, der 2016 im Schlossviertel entdeckt wurde. Im Jahr 1537 vernichtete ein großer Stadtbrand auch das Rathaus mit allen dort gelagerten Urkunden. Der Ortskern und wichtige Gebäude wurden wieder aufgebaut. Das Kloster wurde mit der Reformation 1540 aufgelöst. 1550, 1566 und 1598 wüteten Pestepidemien in der Stadt.
Im Dreißigjährigen Krieg brannte Altlandsberg 1632 wiederum nieder und blieb verwüstet. 1654 erwarb der kurfürstliche Minister Graf Otto von Schwerin das Schloss und die abgebrannte Stadt. Er ließ sie neu aufbauen und um 1670 das Barockschloss und die zugehörige Saalkirche errichten. Im Schloss verbrachte der preußische König Friedrich I. seine Jugend. Als reformierter Gutsherr siedelte Otto von Schwerin 1670 hier die ersten Refugiés (Hugenotten) Brandenburgs an, die jedoch schon 1672 nach Berlin in die dortige, 1661 privilegierte Französische Kolonie umzogen. 1684 vernichtete ein neuerlicher Stadtbrand 90 Prozent der Stadt.

### Vom 17. bis zum Ende des 18. Jahrhunderts
Im Herbst 2007 wurde bei Baumaßnahmen südlich der Altstadt neben archäologischen Strukturen auch ein bislang unbekannter Friedhof freigelegt. Im Bereich des Bauvorhabens wurden insgesamt 79 Gräber festgestellt. Aufgrund von Scherbenfunden, Tracht und Ausstattung sowie der verwendeten Holzsärge sind die Bestattungen sicher ins 17./18. Jahrhundert zu datieren. Dieser Friedhof wurde vor 1625 angelegt und ist mit der Anlage des neuen Friedhofes im Jahr 1817 wieder aufgegeben worden. Die überlieferte Bezeichnung „Armenfriedhof“ lässt erkennen, dass bei gleichzeitig beibehaltener Belegung des an der Pfarrkirche liegenden Friedhofs im 17. Jahrhundert innerhalb der Stadtbevölkerung ein gewisses soziales Gefälle bestanden haben muss. Seuchen und Krieg als Auslöser für Armut waren in Altlandsberg in dieser Zeit ein wichtiges Thema. Insbesondere im Zuge und als Folge des Dreißigjährigen Krieges waren weite Teile der Bevölkerung verarmt. 61 Skelette wurden von der Anthropologin Bettina Jungklaus und der Mittelalterarchäologin Blandine Wittkopp untersucht. Bei den Bestatteten gab es einen geringen Kinderanteil von 18 % und einen hohen Anteil an Personen, die über 50 Jahre alt wurden. Das war ein für eine vorindustrielle Bevölkerung niedrige Kindersterblichkeit. Als Anzeichen eines fortgeschrittenen Lebensalters fanden sich bei einigen Individuen zahnlose Gebisse, die so genannten Greisenkiefer. Von Armut waren besonders Witwen, Kranke und Verkrüppelte bedroht. Entsprechend wurden fast doppelt so viele Frauen wie Männer gefunden. Spuren von Mangelerkrankungen kamen insgesamt nicht sehr häufig vor. Die Belastung mit Zahnkaries war mit 83 % an betroffenen Gebissen sehr hoch. Das wies auf überwiegend pflanzliche Kost hin. Entzündliche und degenerative Erkrankungen bei etwa dreiviertel der Wirbel und Hüftgelenke sprechen für eine starke körperliche Belastung.
1708 kaufte König Friedrich I. die Herrschaft Altlandsberg, wandelte sie in ein königliches Amt um und baute das Schloss als dreiflügeligen Barockbau zur Nebenresidenz aus. Nach dem Tode von Friedrich I. gab sein Sohn Friedrich Wilhelm I. 1713 das Schloss als Residenz auf und ließ die Ausstattung entfernen. 1757 brannte es ab und wurde bis auf die 1765 bis 1768 wiederaufgebaute Saalkirche abgerissen.
Jahrhundertelang war das Wirtschaftsleben der Stadt durch Land- und Forstwirtschaft sowie das Handwerk geprägt. In den vor etwa 400 Jahren gegründeten Zünften waren die Tuchmacher, Schuhmacher/Lohgerber, Bäcker, Schlächter/Knochenhauer und die Stellmacher/Böttcher die bedeutendsten Gewerke.

### 19. Jahrhundert bis 1990
Erst mit dem Ausbau der Chaussee Berlin–Strausberg–Prötzel im Jahr 1850 und dem Anschluss an die Altlandsberger Kleinbahn im Jahr 1898 erlebte die Stadt einen kleinen wirtschaftlichen Aufschwung. 1854 wütete der letzte Großbrand in der Stadt.
In Altlandsberg diente das königliche Land- und Stadtgericht Alt Landsberg bis 1849 als Eingangsgericht. Daneben bestanden Patrimonialgerichte. Ab 1849 war das königliche Kreisgericht Berlin das zuständige Gericht. In Altlandsberg wurde eine Zweigstelle (Gerichtskommission) gebildet. Von 1879 bis 1952 bestand das Amtsgericht Altlandsberg.
Am 21. April 1945 erreichten von Strausberg kommende Spitzenverbände der Roten Armee unter Nikolai Bersarin über Altlandsberg, das hinter dem äußeren Sperrring um die Reichshauptstadt Berlin lag, die Berliner Stadtgrenze. Die Gruppe Ulbricht hatte vom 1. bis 8. Mai 1945 ihren Standort im heutigen Ortsteil Bruchmühle. Von Kriegszerstörungen blieb Altlandsberg weitgehend verschont.

### Seit der deutschen Wiedervereinigung
Das Busunglück von Altlandsberg 1999 forderte fünf Todesopfer. 
Amtszugehörigkeiten und Eingemeindungen
Altlandsberg gehörte seit 1817 zum Landkreis Niederbarnim in der Provinz Brandenburg und ab 1952 zum Kreis Strausberg (bis 1990 im DDR-Bezirk Frankfurt (Oder), 1990–1993 im Land Brandenburg). Seit der Kreisreform 1993 liegt die Stadt im Landkreis Märkisch-Oderland.
Am 31. Dezember 1997 wurde Wegendorf nach Altlandsberg eingemeindet. Am 31. Dezember 2002 wurden im Zuge einer weiteren Gebietsreform im Land Brandenburg die amtszugehörigen Gemeinden Buchholz, Bruchmühle, Gielsdorf und Wesendahl als Ortsteile nach Altlandsberg eingemeindet.

## Bevölkerungsentwicklung
| Jahr | Einwohner |
| ---- | --------- |
| 1875 | 2 241     |
| 1890 | 2 459     |
| 1910 | 2 624     |
| 1925 | 3 440     |
| 1933 | 4 344     |
| 1939 | 5 135     |

| Jahr | Einwohner |
| ---- | --------- |
| 1946 | 5 606     |
| 1950 | 6 197     |
| 1964 | 3 300     |
| 1971 | 3 255     |
| 1981 | 2 835     |
| 1985 | 2 815     |

| Jahr | Einwohner |
| ---- | --------- |
| 1990 | 2 693     |
| 1995 | 2 832     |
| 2000 | 5 018     |
| 2005 | 8 677     |
| 2010 | 8 806     |
| 2015 | 9 158     |

| Jahr | Einwohner |
| ---- | --------- |
| 2020 | 9 662     |
| 2021 | 9 654     |
| 2022 | 9 648     |
| 2023 | 9 640     |
| 2024 | 9 630     |

Gebietsstand des jeweiligen Jahres, Einwohnerzahl: Stand 31. Dezember (ab 1991), von 2011 bis 2021 auf Basis des Zensus 2011, ab 2022 auf Basis des Zensus 2022

## Politik

### Stadtverordnetenversammlung
Die  Stadtverordnetenversammlung von Altlandsberg besteht aus 18 Stadtverordneten und dem hauptamtlichen Bürgermeister. Die Kommunalwahl am 9. Juni 2024 führte bei einer Wahlbeteiligung von 67,4 % zu folgendem Ergebnis:
| Partei / Wählergruppe       | Stimmenanteil 2019 | Sitze 2019 |        | Stimmenanteil 2024 | Sitze 2024 |
| --------------------------- | ------------------ | ---------- | ------ | ------------------ | ---------- |
| AfD                         | 15,5 %             | 3          | 26,0 % | 5                  |            |
| Bürger für Stadt & Land     | 20,5 %             | 4          | 15,9 % | 3                  |            |
| SPD                         | 22,8 %             | 4          | 15,3 % | 3                  |            |
| CDU                         | 10,9 %             | 2          | 13,2 % | 2                  |            |
| Die Linke                   | 17,9 %             | 3          | 09,6 % | 2                  |            |
| Bürger für Altlandsberg     | –                  | –          | 08,9 % | 2                  |            |
| Aktiv & Offen               | 07,6 %             | 1          | 04,0 % | 1                  |            |
| FDP                         | –                  | –          | 02,7 % | –                  |            |
| Bündnis Stadt Altlandsberg  | –                  | –          | 02,3 % | –                  |            |
| Bündnis 90/Die Grünen       | –                  | –          | 02,1 % | –                  |            |
| Einzelbewerber Mirko Prinz  | 02,5 %             | 1          | –      | –                  |            |
| Einzelbewerber Rainer Kegel | 02,2 %             | –          | –      | –                  |            |
| Insgesamt                   | 100 %              | 18         | 100 %  | 18                 |            |

### Bürgermeister

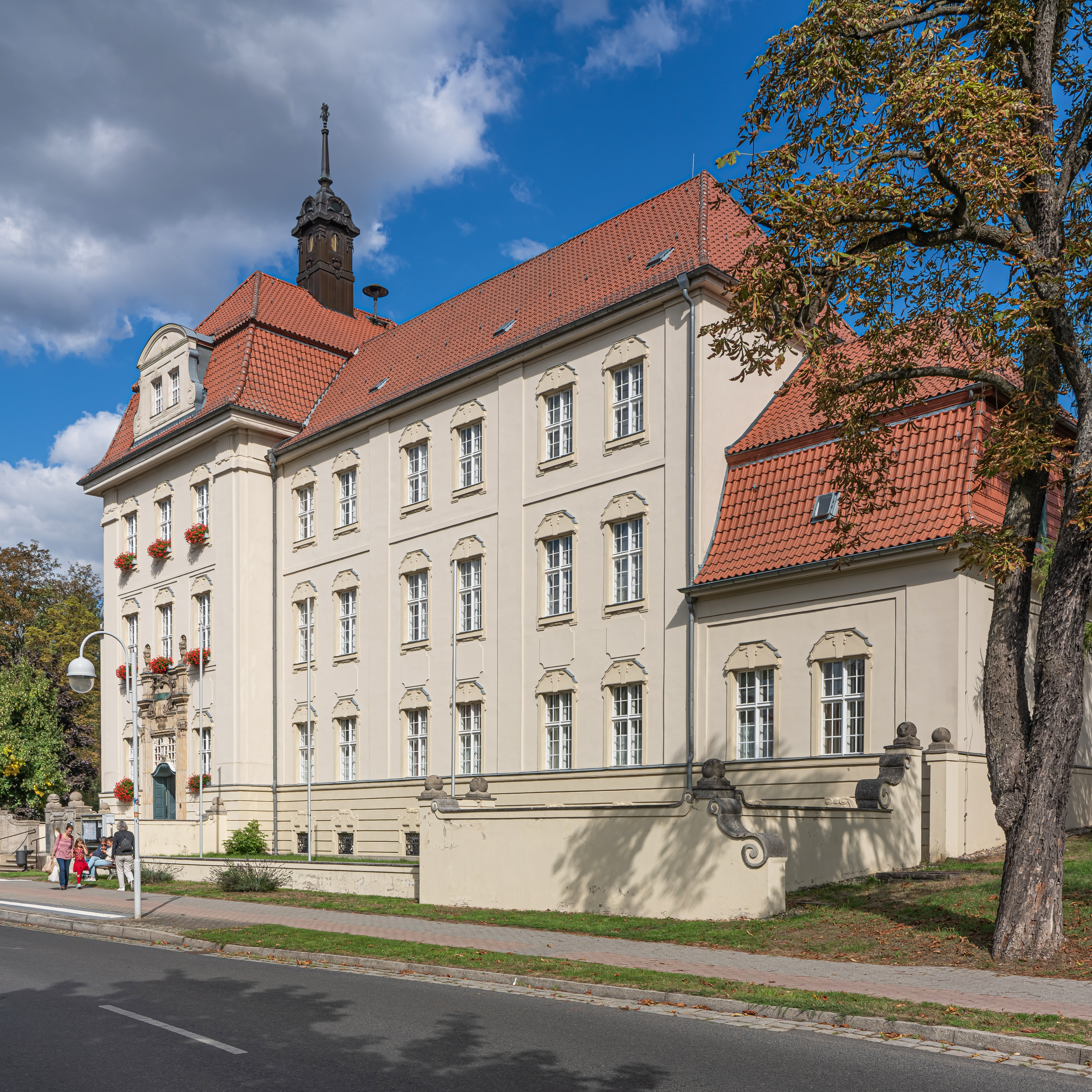
Rathaus

- 1993–2003: Ravindra Gujjula (SPD; bis 1998 parteilos)
- 2003–2007: Manfred Andruleit (SPD)[15]
- 2007–2023: Arno Jaeschke (parteilos, für die CDU)[16]
- seit 2023: Michael Töpfer (Bürger für Stadt & Land)

1993 wählten die Bürger den indischstämmigen Arzt Ravindra Gujjula zum ersten dunkelhäutigen Bürgermeister Deutschlands.
Arno Jaeschke wurde in der Bürgermeisterstichwahl am 14. Juni 2015 mit 56,8 % der gültigen Stimmen wiedergewählt.
Michael Töpfer ist seit dem 1. September 2023 Bürgermeister von Altlandsberg. Er wurde in der Bürgermeisterstichwahl am 14. Mai 2023 mit 71,5 % der gültigen Stimmen gewählt. Seine Amtszeit beträgt acht Jahre.

### Wappen, Flagge und Dienstsiegel
| Wappen von Altlandsberg | Blasonierung: „In Rot über grünem Schildfuß mit silbernem Balken ein spitzbedachter silberner Turm mit einem schwarzen Fenster und vier offenen Nischen; auf der Turmspitze ein viereckiger Aufsatz (ein stilisiertes Storchennest).“ |
| Wappen von Altlandsberg | Wappenbegründung: Das Wappen von Altlandsberg wird in dieser Form seit 1947 verwendet. Der Turm gilt als Symbol für die zwei noch vorhandenen Tortürme der Stadtmauer. Der landwirtschaftliche Charakter der Stadt wird im Grün des Schildfußes angedeutet. Das Wappen wurde am 16. November 1992 durch das Ministerium des Innern genehmigt. |

Die Flagge ist grün-weiß-grün (1:3:1) gestreift und mittig mit dem Stadtwappen belegt.
Das Dienstsiegel zeigt das Wappen der Stadt mit der Umschrift STADT ALTLANDSBERG • LANDKREIS MÄRKISCH-ODERLAND.

### Partnerschaften und Städtefreundschaft
Nach dem Fall der Mauer fand ein reger Austausch mit Stadtlohn (Nordrhein-Westfalen) statt, aus dem eine Städtefreundschaft entstand.
Seit August 2002 besteht eine Partnerschaft mit der Gemeinde Krzeszyce in Polen.

## Sehenswürdigkeiten

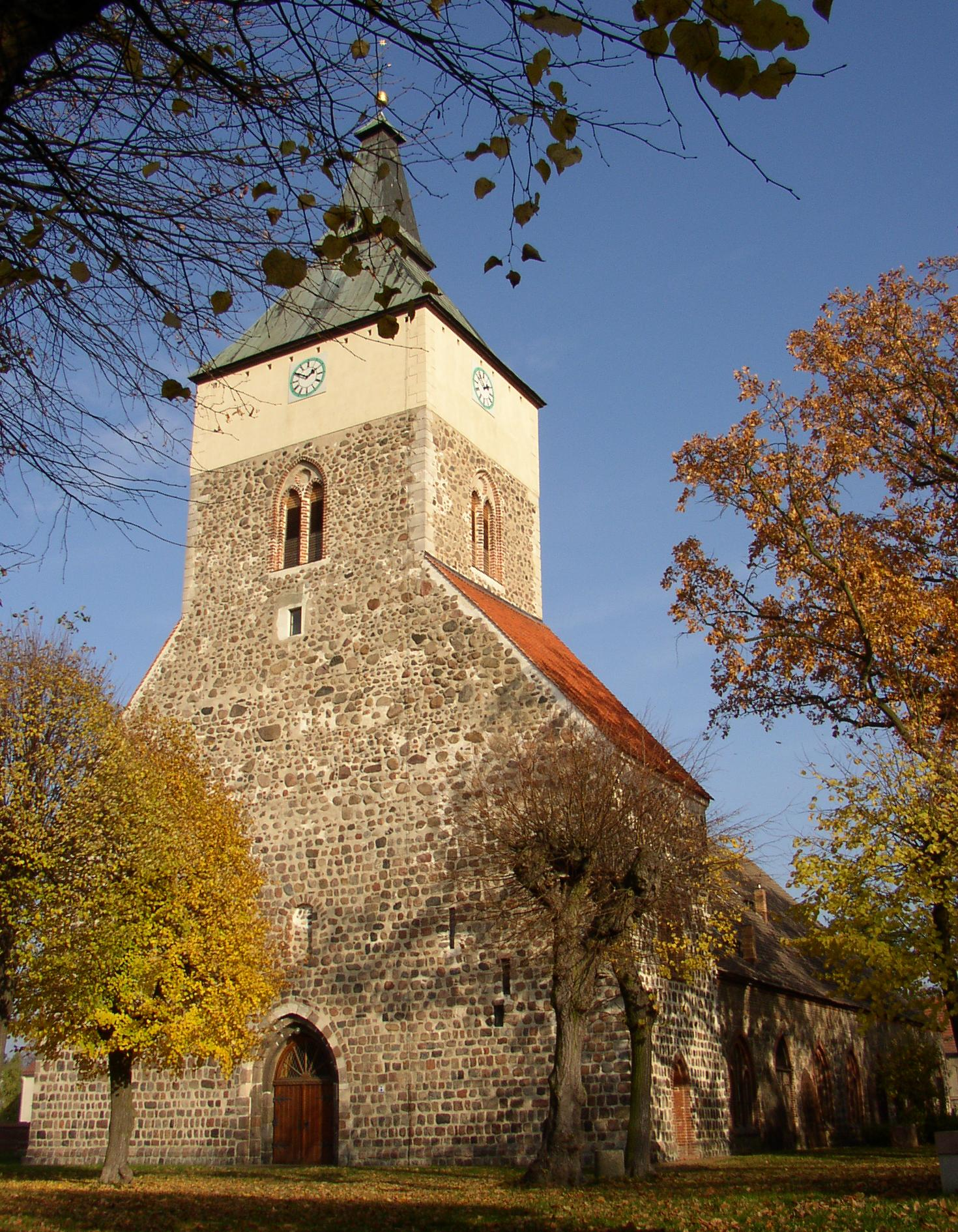
Stadtkirche St. Marien

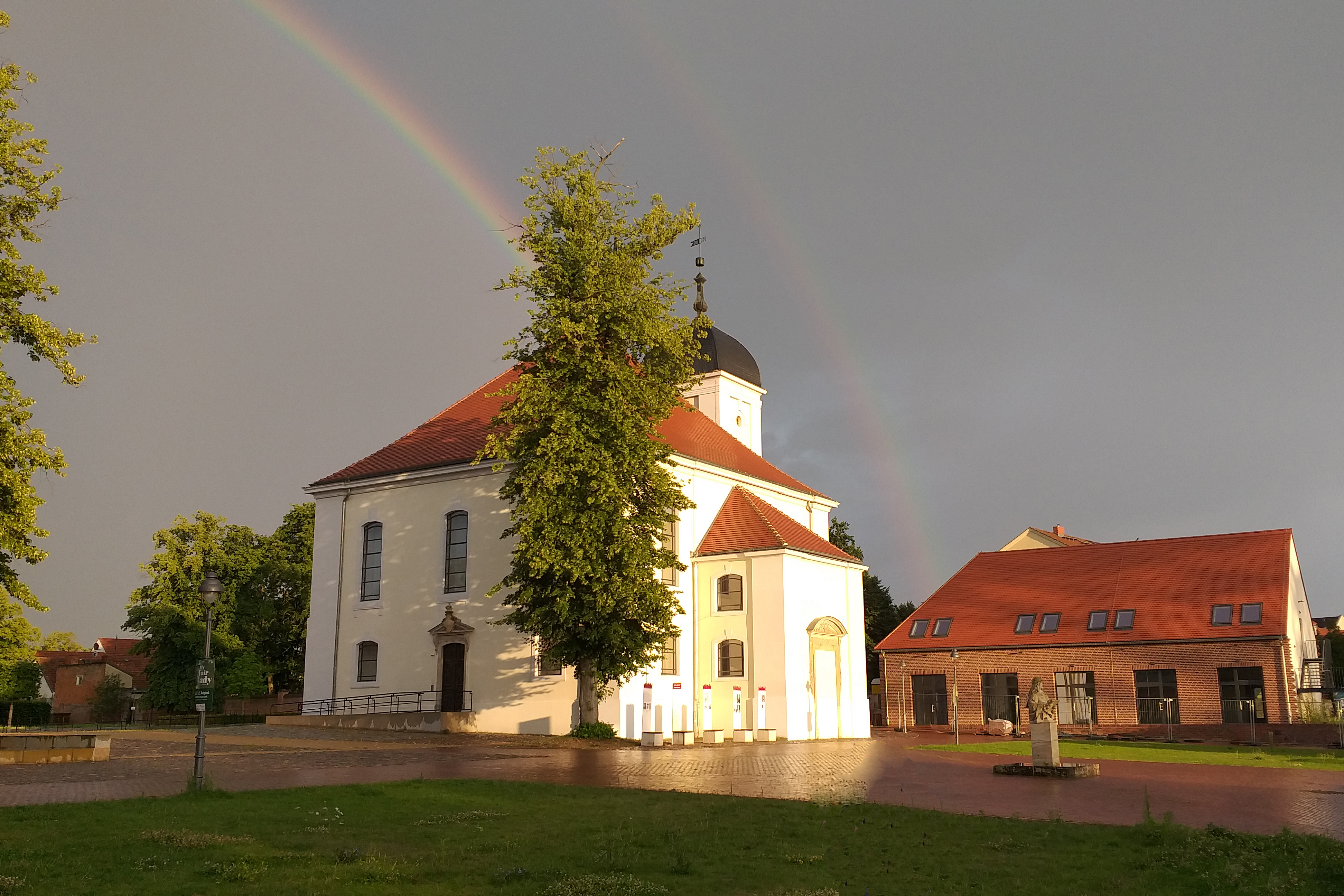
Ehemalige Schlosskirche

Altlandsberg ist Mitglied der Arbeitsgemeinschaft „Städte mit historischen Stadtkernen“ des Landes Brandenburg. Der Stadtkern ist von Wall und Graben sowie einer weitgehend erhaltenen Feldstein-Stadtmauer von 1,3 Kilometer Länge mit dem Berliner Torturm und dem Strausberger Torturm (Storchenturm) aus dem 14./15. Jahrhundert umgeben. Er ist von Bebauung überwiegend aus dem 18. und 19. Jahrhundert, darunter vielen ehemaligen Ackerbürgerhäusern, geprägt und wird seit 1991 umfassend saniert.
- Die Stadtkirche St. Marien wurde aus Feldsteinen als dreischiffige Basilika im spätromanischen Stil im 13. Jahrhundert errichtet, um 1500 spätgotisch umgebaut und im 19. Jahrhundert verändert.
- Die ehemalige Schlosskirche, der Kopfbau des Südwestflügels des 1757 abgebrannten dreiflügeligen Barockschlosses, wurde von 1765 bis 1768 als dessen einziger Bauteil wiederaufgebaut und bis 1971 von der evangelisch-reformierten Gemeinde genutzt. Der Turm über dem Südanbau stammt von 1802. Das 2013/2014 restaurierte Gebäude dient nunmehr kulturellen Zwecken und wird für Veranstaltungen genutzt.[24] Vom Schloss selber sind nur noch gesicherte Reste der Grundmauern und des Kellers vorhanden. Wiederhergestellt wurde nach aufwändigen Rekonstruktionsarbeiten das Brau- und Brennhaus des Schlosses.[25]
- Das um 1880 im Stil des Historismus erbaute Gutshaus dient nach seiner Restaurierung als soziokulturelles Zentrum.
- Auf dem Marktplatz befinden sich ein Ehrenhain für gefallene sowjetische Soldaten, ein Denkmal für Friedrich Ludwig Jahn sowie ein Marktbrunnen des Grafikers Johannes K. G. Niedlich.
- Das Rathaus wurde von 1910 bis 1912 als Amtsgericht erbaut und wird seit 1956 für die Stadtverwaltung genutzt.
- Außerhalb der Altstadt liegt das Scheunenviertel, ein Ensemble von in der Mitte des 19. Jahrhunderts errichteten Backsteinscheunen.
- Historische Dorfkirchen befinden sich in den Ortsteilen Buchholz, Gielsdorf, Seeberg, Wegendorf, Wesendahl und Wilkendorf.

## Wirtschaft und Infrastruktur

### Ansässige Unternehmen
- Distributionszentrum (Lebensmittel) der MGL (Metro) mit 75.000 m² für 14.000 Artikel
- Gewerbegebiet An der Mühle
- Gewerbegebiet Bruchmühle

Ortsteil Wesendahl:
- zwei überregional bedeutsame Obsterzeuger
- wichtiger Standort für die Pferdezucht und Pferdeausbildung

### Verkehr

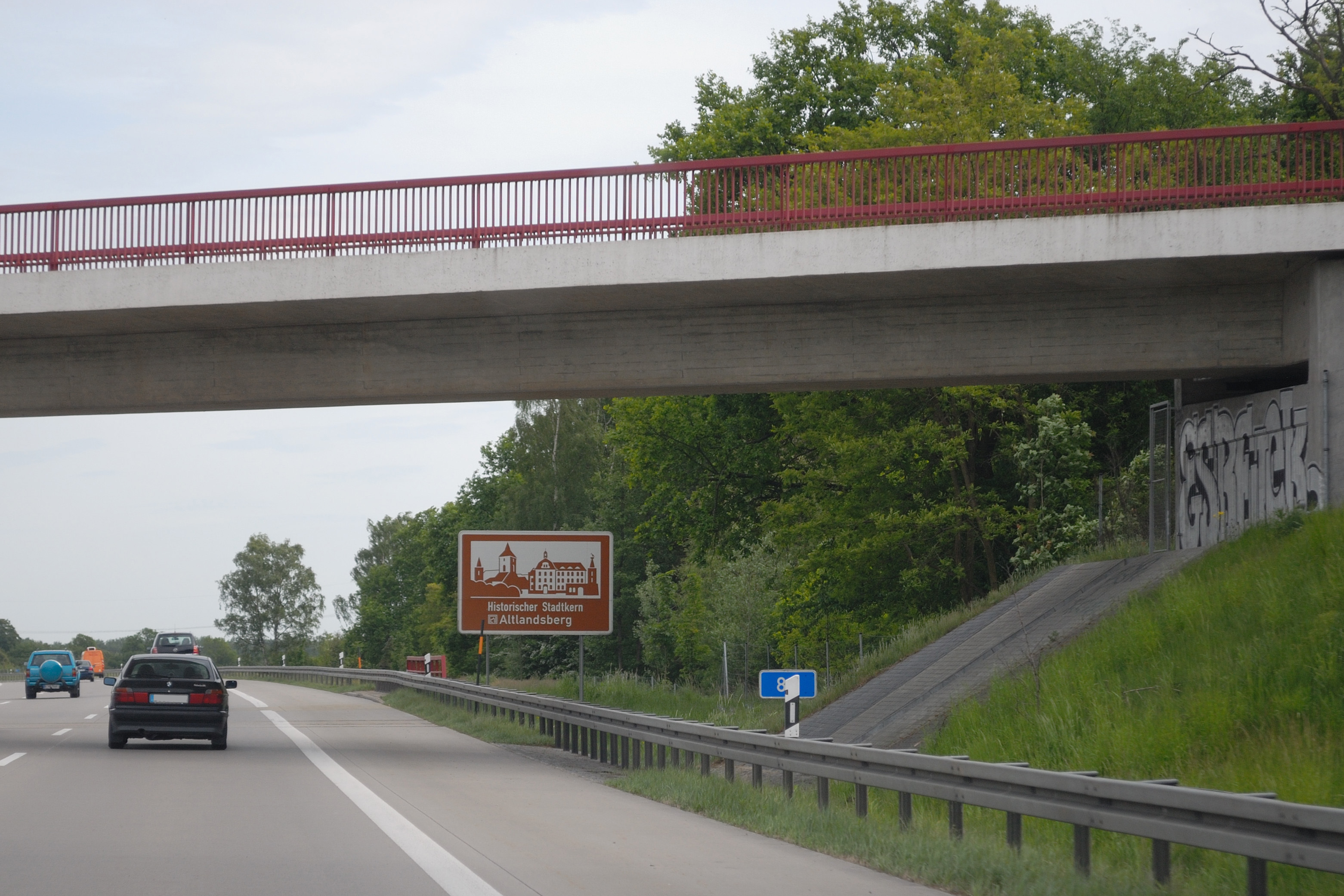
Unterrichtungstafel an der A 10 bei Altlandsberg

Altlandsberg liegt an den Landesstraßen L 30 zwischen Bernau und Fredersdorf-Vogelsdorf und L 33 zwischen der Berliner Landesgrenze und Strausberg. Die nächstgelegene Autobahnanschlussstelle ist Berlin-Marzahn an der A 10 (östlicher Berliner Ring).
Der Bahnhof Altlandsberg war Endpunkt der Bahnstrecke Hoppegarten–Altlandsberg, die von 1898 bis 1965 von Personenverkehr bedient wurde. Die Stadt ist durch Buslinien des ÖPNV mit den umliegenden Gemeinden verbunden.

### Sport
Der Sportverein MTV 1860 Altlandsberg spielte 2007 und 2010 mit seiner Damen-Handballmannschaft in der 2. Bundesliga.

## Persönlichkeiten

### Ehrenbürger
- 2004: Helmut Friske, Pfarrer und Kommunalpolitiker[26]
- 2005: Klaus-Jürgen Jahn (* 1935), Unternehmer und Sportmäzen[27]
- 2011: Manfred Andruleit (1942–2016), Amtsdirektor und Bürgermeister[28]
- 2012: Hartmut Niedrich (1934–2022), Heimatvereinsgründer[29]
- 2019: Harald Metzkes (* 1939), Maler[30]

### Söhne und Töchter der Stadt

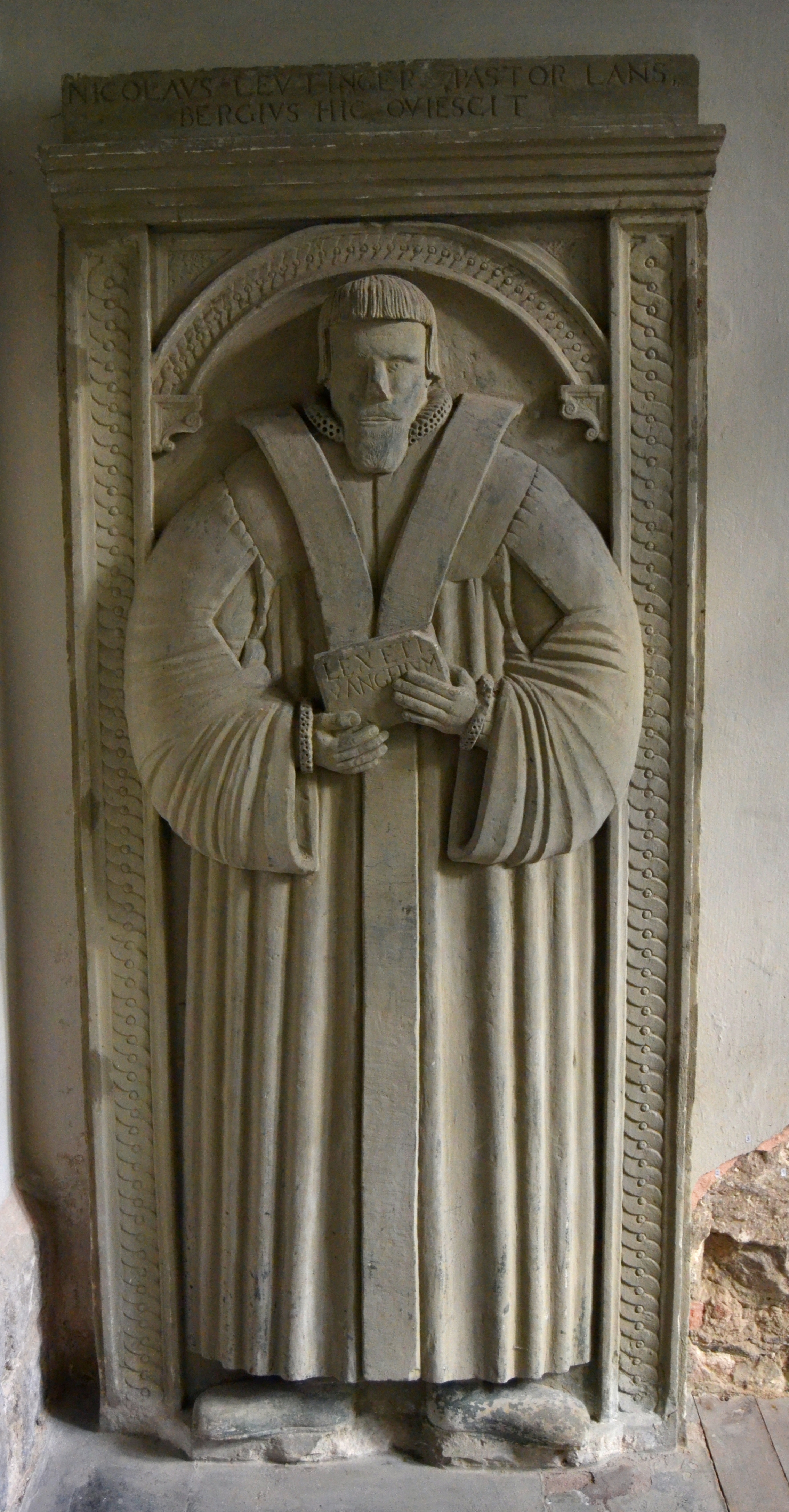
Grabplatte für Nikolaus Leutinger den Älteren in der Stadtpfarrkirche Altlandsberg

- Nikolaus Leutinger (1554–1612), Stadtpfarrer und Historiker
- Ludwig von Pfuel (1718–1789), preußischer General, in Gielsdorf geboren
- Ludwig Wilhelm von Regler (1726–1792), preußischer General und Ingenieur
- Franz Wilhelm von Pfuel (1733–1808), preußischer General, in Gielsdorf geboren
- Friedrich Wilhelm Langerhans (1780–1851), Architekt und Berliner Stadtbaurat
- Fritz Kunert (1850–1931), Reichstagsabgeordneter (SPD)
- Martha von Bethmann Hollweg (1865–1914), Ehefrau des Reichskanzlers Theobald von Bethmann Hollweg
- Rose Veldtkirch (1891–1971), Schauspielerin
- Jochen von Lang (1925–2003), Journalist und Autor
- Erasmus Schöfer (1931–2022), Schriftsteller
- Wolfgang Gedat (1940–2019), Biologe und Autor, in Gielsdorf geboren
- Herbert Graedtke (1941–2024), Theaterschauspieler und Regisseur
- Klaus Häcker (* 1941), Handballspieler und -trainer
- Carola L. Gottzmann (* 1943), Germanistin
- J. Christian B. Kirsch (* 1943), Gründer und Generalsekretär des International Delphic Council
- Peter Kupsch (* 1943), Wirtschaftswissenschaftler
- Kersten Radzimanowski (* 1948), Politiker (Ost-CDU)
- Dagmar Enkelmann (* 1956), Politikerin (Die Linke)
- Carry Sass (* 1966), Sängerin und Entertainerin

### Mit Altlandsberg verbundene Persönlichkeiten
- Otto von Schwerin (1616–1679), brandenburgischer Minister, Besitzer der Stadt und des Schlosses
- Friedrich I. (1657–1713), erster König in Preußen, wurde in Altlandsberg bei und von Otto von Schwerin erzogen
- Harald Metzkes (* 1929), lebt im Ortsteil Wegendorf
- Elrid Metzkes (1932–2014), Textilgestalterin lebte im Ortsteil Wegendorf
- Jürgen Nagel (* 1942), Fotograf, lebt und arbeitet seit 1999 in Altlandsberg
- Johannes K. G. Niedlich (1949–2014), Graphiker, lebte und arbeitete in Altlandsberg
- Ravindra Gujjula (* 1954), Politiker (SPD), 1993–2003 ehrenamtlicher Bürgermeister von Altlandsberg